# Mercedes-Benz Vision GST 2
Mercedes-Benz Vision GST 2 ist ein Konzeptfahrzeug von Mercedes-Benz, das im Januar 2004 vorgestellt wurde und später als Mercedes-Benz Baureihe 251 in Serie ging.

## Präsentation
Das Modell ist eine Weiterentwicklung von Mercedes-Benz Vision GST. Es wurde im Januar 2004 auf der North American International Auto Show in Detroit vorgestellt. Es hatte einen Hybridantrieb. Gekoppelt waren ein Dieselmotor mit einem Hubraum von 4000 Kubikzentimeter und einer Motorleistung von 184 kW (250 PS) sowie ein Elektromotor mit 50 kW (67 PS). Das Fahrzeuggetriebe war ein Sechs-Gang-Automatikgetriebe. Angetrieben wurden alle vier Räder.
Das Fahrzeug beschleunigte in 6,6 Sekunden von null auf 100 km/h. Die Höchstgeschwindigkeit war elektronisch auf 250 km/h begrenzt.